# Liste der Eisschnelllaufweltrekorde im Kleinen Mehrkampf Männer
Diese Liste enthält alle von der Internationalen Eislaufunion anerkannten Weltrekorde im Eisschnelllauf im Kleinen Mehrkampf der Männer. Der „Kleine Mehrkampf“ besteht aus vier Läufen. Am ersten Tag werden die 500 und 3000 Meter gelaufen. Am zweiten Tag die 1500 und 5000 Meter. Für die Mehrkampfwertung wird die Summe der auf 500 m heruntergebrochenen Einzelstrecken herangezogen.
| Nr.                                                              | Sportler          | Zeit    | Datum             | Ort               | Besonderheiten | Bestand               |
| ---------------------------------------------------------------- | ----------------- | ------- | ----------------- | ----------------- | -------------- | --------------------- |
| 1                                                                | Andreas Dietel    | 163,244 | 17. Januar 1981   | Eisstadion Davos  | H III, Bo, En  | 1 Jahr und 0 Tage     |
| 2                                                                | Rolf Falk-Larssen | 162,734 | 17. Januar 1982   | Eisstadion Davos  | H III, Bo, En  | 1 Jahr und 6 Tage     |
| 3                                                                | Rolf Falk-Larssen | 161,758 | 23. Januar 1983   | Eisstadion Davos  | H III, Bo, En  | 1 Jahr und 356 Tage   |
| 4                                                                | André Hoffmann    | 161,158 | 13. Januar 1985   | Eisstadion Davos  | H III, Bo, En  | 5 Jahre und 63 Tage   |
| 5                                                                | Gerard Kemkers    | 160,454 | 17. März 1990     | Eisstadion Inzell | H II, Bh, Ek   | 337 Tage              |
| 6                                                                | Falko Zandstra    | 159,753 | 17. Februar 1991  | Thialf            | H I, Bh, Ek    | 14 Tage               |
| 7                                                                | Falko Zandstra    | 156,059 | 3. März 1991      | Olympic Oval      | H III, Bh, Ek  | 6 Jahre und 12 Tage   |
| Einführung des Klappschlittschuhs                                |                   |         |                   |                   |                |                       |
| 8                                                                | KC Boutiette      | 154,103 | 15. März 1997     | Olympic Oval      | H III, Bh, Ek  | 1 Jahr und 6 Tage     |
| 9                                                                | Carl Verheijen    | 153,767 | 21. März 1998     | Olympic Oval      | H III, Bh, Ek  | 148 Tage              |
| 10                                                               | Erben Wennemars   | 153,583 | 16. August 1998   | Olympic Oval      | H III, Bh, Ek  | 105 Tage              |
| 11                                                               | Steven Elm        | 152,043 | 29. November 1998 | Olympic Oval      | H III, Bh, Ek  | 111 Tage              |
| 12                                                               | Christian Breuer  | 149,283 | 20. März 1999     | Olympic Oval      | H III, Bh, Ek  | 148 Tage              |
| 13                                                               | Erben Wennemars   | 149,188 | 15. August 1999   | Olympic Oval      | H III, Bh, Ek  | 1 Jahr und 214 Tage   |
| 14                                                               | Jochem Uytdehaage | 147,665 | 17. März 2001     | Olympic Oval      | H III, Bh, Ek  | 4 Jahre und 149 Tage  |
| amtierender Eisschnelllauf-Weltrekordhalter im Kleinen Mehrkampf |                   |         |                   |                   |                |                       |
| 15                                                               | Erben Wennemars   | 146,365 | 13. August 2005   | Olympic Oval      | H III, Bh, Ek  | 19 Jahre und 222 Tage |

- Stand: 27. September 2013[1]
- In den 1990er Jahren kam der Klappschlittschuh international erstmals zum Einsatz. Das Klappsystem, welches ein schnelleres Laufen ermöglicht, läutete spätestens seit den Olympischen Winterspielen 1998 den Wechsel ein.

Die Kürzel in „Besonderheiten“ bedeuten
- H = Höhenlage der Bahn; H I = bis 500 Meter, H II = über 500 Meter, H III = über 1000 Meter
- B = Anlage der Bahn; Bf = Freiluft (offen), Bh = Hallenbahn, Bm = Mix (halboffen, überdachte Laufbahn)
- E = Eis; Ek = künstlich (Kühlsystem), En = Natureis (ohne technisches Kühlsystem)